# Bernard Tambour
Pour les articles homonymes, voir Tambour.
Bernard Tambour, né le 18 février 1952, est un judoka belge qui évoluait dans la catégorie des moins de 71 kg (légers). Il est 8e dan et président du club tournaisien Judo Top Niveau.

## Palmarès
En 1973, Bernard Tambour termine 7e du World Championships de Lausanne.
En 1981, il remporte le British Open de Londres et termine 5e du World Championships de Maastricht.
En 1983, il remporte le Belgian Open de Gand.
Mais aussi :
3e - Championnat d'Europe à Saint Petersbourg. 
5e - Championnat d'Europe à Lyon. 
5e - Championnat d'Europe par équipe à Paris. 
3e - Championnat pré-Olympique de Vienne. 
1er - Open des Pays-Bas. 
1 x 1er  - Championnat de Belgique en Toutes catégories. 
2 X 2e  - Championnat de Belgique en Toutes catégories. 
2 X 3e  - Championnat de Belgique en Toutes catégories. 
2 x - Champion de Belgique par équipe en Division d'Honneur avec le Samoerai Ronse.
Participation à la coupe  « JIGORO KANO » à TOKYO. 
Victoires sur des champions d’exception tels que :
Ezio Gamba (Champion Olympique). VUJEVIK (Bronze Championnat du monde). TALAJ (Plusieurs podiums Européen). Landart (Médaille Européen) 
Il a été dix fois champion de Belgique. (8 X SENIORS/ 2 X JUNIORS)
| Chpt de Belgique  | Chpt de Belgique  | 1970 | 1973 | 1974 | 1975 | 1976 | 1977 | 1978 | 1979 | 1980 | 1981 | 1982 | 1983 | 1984 | 1985 | 1986 | 1987 | 1988 | 1989 | 1990 |
| ----------------- | ----------------- | ---- | ---- | ---- | ---- | ---- | ---- | ---- | ---- | ---- | ---- | ---- | ---- | ---- | ---- | ---- | ---- | ---- | ---- | ---- |
| poids légers      | -70 kg            | 1er  | 1er  | -    | 1er  | -    |      |      |      |      |      |      |      |      |      |      |      |      |      |      |
| poids légers      | -71 kg            |      |      |      |      |      | 1er  | -    | -    | -    | 1er  | 1er  | -    |      | -    | -    | 1er  |      |      |      |
| poids mi-moyens   | -78 kg            |      |      |      |      |      |      |      |      |      |      |      |      | 3e   |      |      |      |      |      |      |
| toutes catégories | toutes catégories |      |      |      |      | 3e   |      |      | 1er  |      |      |      |      |      |      |      |      |      |      |      |